# Spathiphyllum gracile
Spathiphyllum gracile là một loài thực vật có hoa trong họ Ráy (Araceae). Loài này được G.S.Bunting miêu tả khoa học đầu tiên năm 1960.